# Дубровка (Николаевский район)
Дубровка — село в Николаевском районе Ульяновской области. Административный центр Дубровского сельского поселения.

## История
Основана (первое упоминание) между 1723 и 1745 годами, в основном переселенцами из соседней деревни Пестровки (позже Никитино) и была названа Голодяевка Пестровка тож.
Первая школа здесь была открыта в 1878 году.
По данным переписи 1885 года в селе Голодяевка из 1 225 жителей грамотными было всего 21 человек. Это только мужчины, женщины были неграмотными.
В 1912 году в селе насчитывалось 203 двора, 1403 жителей (мордва), имелась церковь и церковно-приходская школа.
14 октября 1929 года 294 домохозяина, собравшись в избе-читальне, постановили признать выгодность коллективного хозяйства против единоличного, перейти всем селом в один крупный колхоз и дать ему название «Мир», а в 1931 году колхоз переименован в «Активист».

В 1950 году началось укрупнение колхозов, и в 1953 году, колхозы сёл Мордовский Канадей, Никитино, Сосновка, Кочетовка влились в один — «Память Сталина».
7 июля 1953 года были объединены сельсоветы:
- Голодяевский, Мордово-Канадейский и Никитинский — в один Голодяевский сельский Совет с центром с. Голодяевка.
- Барановский, Губашевский, Давыдовский и Болдасьевский — в один Барановский сельский Совет с центром с. Барановка.
- Сухо-Терешанский, Русско-Зимницкий и Бело-Ключевский — в один Сухо-Терешанский сельский Совет с центром с. Сухая Терешка.
- Старопичеурский, Старочирковский, Лапаевский и Новоалексеевский — в один Старопичеурский сельский Совет с центром с. Старый Пичеур.

Решением Ульяновского облисполкома Совета депутатов трудящихся № 1279 / 24 от 30 декабря 1959 года село Голодяевка переименовано в Дубровка.
С 1961 года 7-летняя школа стала 8-летней.
11 января 1970 года была открыта новая школа на 320 мест. Было принято решение о преобразовании Дубровской 8-летней школы в среднюю общеобразовательную.
В 1964 году село было электрифицировано и радиофицировано. Колхоз «Память Сталина» был переименован в колхоз им. XXII съезда КПСС.

### Административно-территориальная принадлежность
В 1859 году деревня Голодяевка входила во 2-й стан Хвалынского уезда Саратовской губернии.
Голодяевка вместе с Николаевским районом входила состав Куйбышевской области, 31 мая 1939 года они вошли в Пензенскую область.
19 января 1943 года Голодяевка вместе с районом перечислены в состав вновь образуемой Ульяновской области.

## Население
| 2010 |
| ---- |
| 452  |

## Известные люди, связанные с селом
- 29 октября 1941 года в Голодяевке Пензенской области погиб Николай Берталонович Фегервари — венгерский революционер и политзаключённый, ставший известным советским лётчиком-испытателем, подполковником (1940), командующим ВВС Забайкальского военного округа (до 1938 года).